# Aniela Zagórska

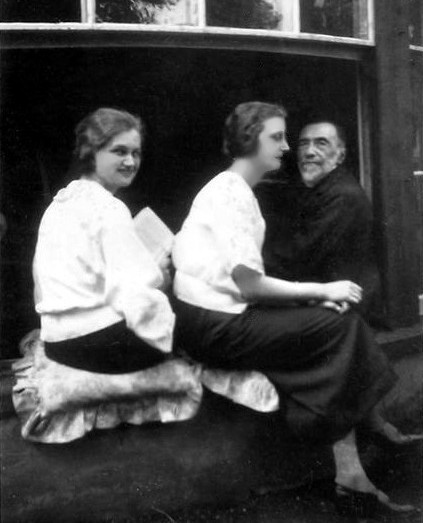
Le nipoti di Conrad: Aniela (a sinistra) e Karola Zagórska con Joseph Conrad.

Aniela Zagórska (Lublino, 26 dicembre 1881 – Varsavia, 30 novembre 1943) è stata una traduttrice polacca che ha tradotto quasi tutte le opere di Joseph Conrad in polacco.

## Biografia
Figlia del chirurgo Antoni Tadeusz Zagórski e di Aniela Yosypivna Unrug, Aniela Zagórska aveva anche una sorella minore di nome Karolina, di professione cantante. A causa di una lunga malattia, Zagórska si trasferì nella città di Zakopane, nella Polonia meridionale.
Dal 1905 al 1909, insegnò all'Università Jagellonica di Cracovia. Successivamente lavorò anche come insegnante privata.
All'incirca nel 1920, iniziò a tradurre le opere di Joseph Conrad e si trasferì a Varsavia.
Joseph Conrad, le cui opere sono state descritte come una sorta di "auto-traduzione" dalle sue personalità linguistiche polacche e francesi, era lo zio di Aniela Zagórska.
Tra il 1929 e il 1939, Zagórska tradusse quasi tutte le opere di Conrad in polacco.   All'inizio delle traduzioni, Conrad consigliò alla nipote Zagórska: 
Sebbene continuò a tradurre le opere di Conrad per altri dieci anni, nel 1929, ricevette il premio Polish PEN Club .